# Eurobasket Roma
El Eurobasket Roma, conocido por motivos de patrocinio como Atlante Eurobasket Roma, fue un equipo de baloncesto italiano con sede en la ciudad de Roma, Lazio. Competía  en la Serie A2 Oeste hasta que fue excluido en julio de 2022 de la competición por impagos financieros. Disputaba sus partidos en el Palazzetto dello Sport di Cisterna di Latina, con capacidad para 3.500 espectadores.

## Historia
La sociedad se formó en el año 2000, y comenzaron a competir en la Serie D con la denominación de Virtus San Raffaele. Basándose en su propia cantera, su ascenso fue meteórico a partir de la temporada 2010-11, cuando ascendió a la Divisione Nazionale C, acabando en segunda posición en 2013 para subir a la Divisione B, logrando el ascenso a la Serie A2 en 2016.

## Posiciones en Liga
| Temporada | Nivel | Liga     | Pos. | J     | PL  | Resultado                   |
| --------- | ----- | -------- | ---- | ----- | --- | --------------------------- |
| 2012-13   | 5     | DNC      | 5    | 17-30 | 2-2 | AscensoSemifinal de Grupo A |
| 2013-14   | 3     | DNB      | 5    | 18-8  | 6-4 | Finalista Grupo C           |
| 2014-15   | 3     | Serie B  | 5    | 18-8  | 6-5 | Finalista Grupo C           |
| 2015-16   | 2     | Serie B  | 1    | 25-3  | 8-1 | Ascenso                     |
| 2016-17   | 2     | Serie A2 | 10   | 14-16 |     |                             |
| 2017-18   | 2     | Serie A2 | 13   | 12-18 |     |                             |

fuente:eurobasket.com